# Chattahoochee Hills
Chattahoochee Hills es una ciudad ubicada en el condado de Fulton en el estado estadounidense de Georgia. En el año 2010 tenía una población de 2,378 habitantes.

## Geografía
Chattahoochee Hills se encuentra ubicada en las coordenadas 33°33′02″N 84°45′38″O / 33.55056, -84.76056.

## Tomorrowworld 2013
El 20 de marzo de 2013, los organizadores de Tomorrowland anunciaron que la primera edición de Tomorroworld tomaría lugar en Chattahoochee Hills, durante los días 27, 28 y 29 de septiembre de dicho año.